# Гиллис, Элизабет
Эли́забет Иган Ги́ллис (англ. Elizabeth Egan Gillies, род. 26 июля 1993, Хэйворт, Нью-Джерси) — американская актриса и певица. Известна по роли Люси в бродвейском мюзикле «13», роли Джейд Вест в сериале «Виктория-победительница» и роли Фэллон Кэррингтон в телесериале канала The CW «Династия»

## Биография
Элизабет Иган Гиллис родилась в городе Хэйворт, штат Нью-Джерси, США. Окончила государственную среднюю школу Хэйворта. Также посещала «Northern Valley Regional High School» в Демаресте. В 2005 году Элизабет начала сниматься в рекламе. Она дебютировала в фильмах «Братья Доннели» и «Шкафчик 514» в 2007 году. Летом 2008 года она сыграла Люси в новом мюзикле Джейсона Роберта Брауна о взрослении, который назывался «13». Спустя год мюзикл «13» переехал в Бродвей и имел огромный успех, до тех пор пока не закрылся в январе. Позже Элизабет снялась в фильме «Противостояние», играя девушку по имени Шелби Векслер.
В 2009 году Элизабет начала играть роль Джейд Вест в сериале «Виктория-победительница». В сериале она встречается с Бэком Оливером. Джейд обычно неуправляема и очень груба ко всем студентам их школы, кроме Бэка. В сериале «Виктория-победительница» она вместе с Арианой Гранде пела песню «Give It Up», а также вместе с Викторией Джастис — «Take A Hint» и также исполнила собственную песню «You don`t know me». У Гиллис есть свой аккаунт на YouTube, где она делает каверы на песни Джона Леннона.
В 2013 году Элизабет снялась в клипе Арианы Гранде на песню «Right There». В 2014 году снялась в фильме ужасов «Животное» и детективном фильме «Убивая папочку». Также Гиллис в 2014 году предложили сыграть роль в фильме «Каникулы». В январе 2015 года были закончены съёмки комедийного сериала «Секс, наркотики и рок-н-ролл», показ которого стартовал в 16 июля 2015 года. В сентябре 2015 года FX продлил сериал на второй сезон из десяти эпизодов, который вышел в июне 2016 года.
В феврале 2017 года получила роль Фэллон Кэррингтон в телесериале канала The CW «Династия».
В ноябре 2018 года Элизабет снялась в клипе Арианы Гранде на песню thank u, next, который набрал 69 миллионов просмотров за первые сутки и 100 миллионов просмотров за 81 час, что дало ему абсолютный рекорд на этой площадке.

## Фильмография
| Год       |     | Русское название               | Оригинальное название            | Роль                |
| --------- | --- | ------------------------------ | -------------------------------- | ------------------- |
| 2007      | тф  | Шкафчик 514                    | Locker 514                       | Тринни              |
| 2007      | с   | Братья Доннелли                | The Black Donnellys              | юная Дженни         |
| 2007—2013 | с   | Клуб Винкс                     | Winx Club                        | Дафна (озвучивание) |
| 2008      | ф   | Гарольд                        | Harold                           | Эвелин Трейлор      |
| 2008      | в   | Противостояние                 | The Clique                       | Шелби Векслер       |
| 2009      | с   | Села батарейка                 | The Battery's Down               | гость               |
| 2010—2013 | с   | Виктория-победительница        | Victorious                       | Джейд Вест          |
| 2011      | с   | АйКарли                        | iCarly                           | Джейд Вест          |
| 2011      | с   | Биг Тайм Раш                   | Big Time Rush                    | Хизер Фокс          |
| 2011      | кор | Гибель и возвращение Супермена | The Death and Return of Superman | девушка             |
| 2012      | с   | Зафрендь меня                  | Friend Me                        | Эмили               |
| 2012      | с   | Белый воротничок               | White Collar                     | Хлои                |
| 2013      | с   | Пингвины Мадагаскара           | The Penguins of Madagascar       | певица, озвучка     |
| 2013      | с   | Бывшие                         | The Exes                         | Трэйси              |
| 2014—2014 | с   | Сэм и Кэт                      | Sam & Cat                        | Джейд Вест          |
| 2014      | ф   | Животное                       | Animal                           | Мэнди               |
| 2014      | тф  | Убивая папочку                 | Killing Daddy                    | Келли Росс          |
| 2015—2016 | с   | Секс, наркотики и рок-н-ролл   | Sex & Drugs & Rock & Roll        | Джиджи              |
| 2015      | ф   | Каникулы                       | Vacation                         | Хезер               |
| 2017—2022 | с   | Династия                       | Dynasty                          | Фэллон Кэррингтон   |